# Kleinkastell Kisoroszi
Das Kleinkastell Kisoroszi, auch Kleinfestung Kisoroszi-Kapelle beziehungsweise Kisoroszi-Kápolna genannt, ist ein nur wenig bekanntes ehemaliges römisches Militärlager, das als spätantike Befestigung am Nordende der ungarischen Donauinsel Szentendrei (Sankt Andrä) den pannonischen Limes sicherte. Baureste wurden im Südteil des Inseldorfes Kisoroszi an einer Kapelle entdeckt.

## Lage

Der Limes Pannonicus am Pilisgebirge

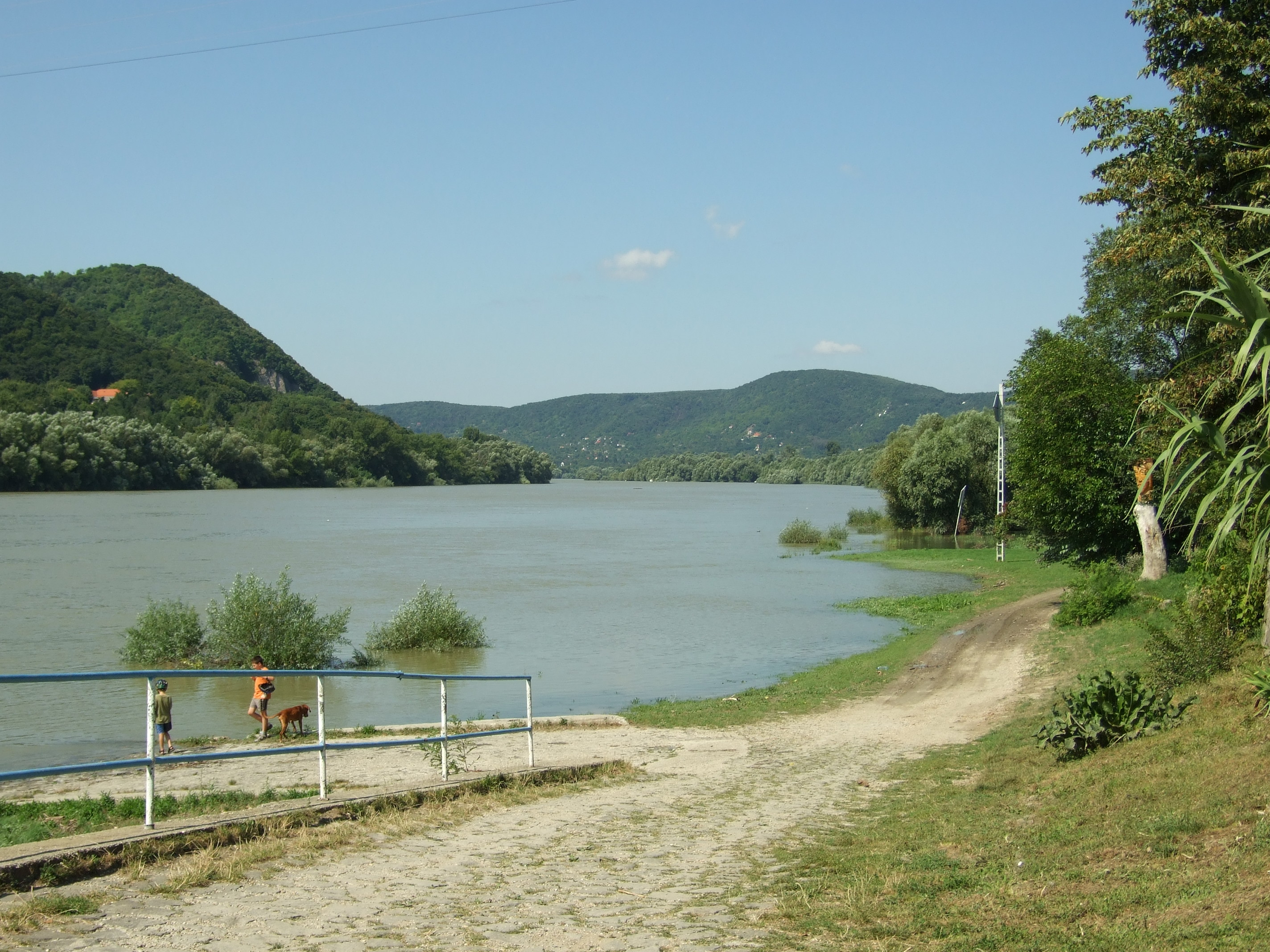
Der westliche Donauarm bei Kisoroszi. Blick von der Donauinsel Szentendrei auf das Donauknie und das Nordende der Insel (Bildmitte). Dort stand das Grenzkastell Kisoroszi. Am gegenüberliegenden Ufersaum (links im Bild), lagen in der Spätantike mindestens zwei Burgi.

Westlich der Fortifikation teilt sich die Donau in zwei Seitenarme und bildet in ihrer Mitte die große Donauinsel St. Andrä, auf der die spätantike Befestigung situiert war. Ab hier umfließen die beiden Donauarme in einem weiten, sich nach Süden ziehenden Bogen das Pilisgebirge.
Von der Kleinfestung aus, die am nördlichsten Punkt des Donauknies auf einer überschwemmungssicheren Anhöhe lag, konnte die aus südwestlicher Richtung vorbeifließende Donau kontrolliert werden. Das Kastell hatte Sichtkontakt zu dem am Südufer der Donau, auf einem Hügel liegenden Kastell Visegrád–Sibrik und zu der darunter verlaufenden dichten Wachturmkette entlang des Flusses. Außerdem konnte die Besatzung von hier Kontakt mit den Türmen auf der Donauinsel selbst aufnehmen und noch zusätzlich das nördliche Barbaricum überwachen.

## Forschungsgeschichte
Als erster berichtete der Archäologe Lajos Nagy (1897–1946) im Jahr 1932 von Ruinen an der Kapelle. Sicherlich hat er diese Entdeckung nicht selber getätigt, sondern von spätrömischen Ziegelstempeln erfahren, die dort zu Tage gekommen waren. 1933 erwähnte auch der Archäologe Ákos Szalay die Baureste, doch ohne näher darauf einzugehen. Im gleichen Jahr erschien die Dissertation von János Szilágyi (1907–1988). Dort wird auch einen Ziegelstempel des „Frigeridus dux“ genannt, der 1886 in das Ungarische Nationalmuseum gekommen war und vermutlich von dem Fundplatz an der Kapelle stammte. Der Archäologe István Paulovics (1892–1952) verfasste 1934 und 1938 zwei Notizen. Die eine beschäftigte sich mit Schatzsuchern auf dem Gelände an der Kapelle, die andere berichtete über die Entnahme von spätrömischen Ziegelstempeln. Diese wurden anschließend in einer Wand des Gemeindehauses von Kisoroszi vermauert. Neben Paulovics erwähnte 1934 auch der Archäologe Albin Balogh (1887–1958) den Fundort. Beide gingen jedoch nicht näher auf den Befund ein. Eine Ausgrabung, die durch János Kalmár an der Kapelle durchgeführt wurde, ist nicht weiter dokumentiert. Unter der Leitung des Archäologen Sándor Soproni (1926–1995) fand 1974 an einer der Lagerecken eine weitere kleine Grabung statt. Die vor der Grabung für einen Burgus gehaltene Anlage, wurde nun als Kleinkastell gedeutet. Ohne ausführlichere Untersuchungen lässt sich jedoch keine weiter bestätigende Analyse des Bauwerks mehr vornehmen.

## Baugeschichte
Von dem rund 40 × 50 Meter großen Kastell Kisoroszi wurde teilweise der geschwungene Wandabschnitt eines Eckturms angegraben, der möglicherweise zu einem fächerförmigen Turm gehört. Es scheint, dass diese Anlage der Kleinfestung von Visegrád-Gizellamajor ähnlich gewesen ist. Als Fundgut sind Ziegelstempel des Frigeridus dux aus dem Schutt der Dachabdeckung bekannt geworden. Frigeridus amtierte zwischen 371 und 373 n. Chr. als militärischer Oberbefehlshaber der Provinz Valeria (Dux Valeriae ripensis), zu dessen Territorium Kisoroszi gehörte.

## Limesverlauf vom Kleinkastell Kisoroszi bis zum Burgus Verőcemaros-Dunamező
| Strecke | Name/Ort                                  | Beschreibung/Zustand |
| ------- | ----------------------------------------- | --- |
| 3       | Kisoroszi-Pusztatemplom (Burgus Solva 36) | Am Nordende der Insel von Szentendrei untersuchte Soproni im Uferbereich des Donauhauptarms im November 1958 diesen Fundplatz. Die Stelle lag auf den Gaziwiesen (Gazi-rétek), im Randbereich der zum Gemeindegebiet Kisoroszi gehörenden Flur Pusztatemplom (Heidekirche). Nach Überschwemmungen des Flusses waren dort zwei Mauerreste aus der Abbruchkante des Ufersaums ans Licht getreten. Die damaligen Ausgrabungen dauerten drei Tage. Hierbei wurden fünf Suchschnitte in einiger Entfernung gesetzt. Unter einer rund 30 Zentimeter starken Humusschicht fand sich teilweise eine ebenso dicke Schuttschicht. Die offensichtliche Verlängerung des westlich im Ufersaum vorgefundenen Mauerstumpfs konnte 4,20 Meter weiter südlich in Schnitt 2 erneut beobachtet werden. Sowohl im Uferbereich als auch in diesem Schnitt konnten die Mauerreste mit einer Stärke von 0,60 Metern eingemessen werden. Die aus Bruchstein gesetzten Baureste waren mit einem minderwertigen Mörtel gesetzt worden. Etwas südöstlich dieser beiden Mauerstümpfe konnte in zwei weiteren Schnitten (Schnitt 1 und 4) ebenfalls eine Mauer festgestellt werden. Diese orientierte sich in ungefährer Ost-West-Richtung und bildete in ihrer mutmaßlichen Verlängerung mit dem westlicher liegenden Mauerzug keinen rechten Winkel. Die zweite Mauer war rund einen Meter breit und aufgrund einer späteren Störung teilweise stark fragmentiert. Die Fundstelle barg römische Dachziegel, darunter ein Fragment mit dem Rest eines Ziegelstempels der die Inschrift …V]P DVX trug. Außerdem kamen aus den Schnitten einige Bruchstücke grauer Gefäßkeramik zu Tage. Stratigraphische Altersbestimmungen waren so gut wie nicht möglich, da das Gebiet des mutmaßlichen Wachturms im Mittelalter und möglicherweise darüber hinaus als Friedhof genutzt wurde und durch eingetiefte Grablegen immer wieder Umgrabungen erfahren hatte. Es ließ sich anhand der schlechteren Mörtelqualität jedoch die vorsichtige Aussage machen, dass die beiden 60 Zentimeter starken Mauerreste einer jüngeren Zeitstellung angehören mussten. Die ostwestliche Mauer dürfte in diesem Sinne als letzter Überrest zu dem eigentlichen Burgus gehört haben, der nach Oberflächenbefunden rund 10 × 10 Meter groß gewesen sein mag. Da eine genauere Altersbestimmung dieser Anlage nicht mehr möglich war, könnte er anhand seiner teils mutmaßlichen Abmessungen jedoch der valentinianischen Ära zugeordnet werden. Sollte sich das Stempelfragment …V]P DVX zu dem bekannten Stempel FRIGERIDVS V P DVX auflösen, ergäbe sich ebenfalls ein Hinweis auf Bau- oder Renovierungstätigkeiten unter Kaiser Valentinian I. Eine Nachprüfung der Funde ist indes nicht mehr durchführbar. Soproni erwähnt, dass sie in das Károly Ferenczy-Museum nach Szentendre kamen, dessen Leiter er damals war. Dort können sie jedoch nicht mehr gefunden werden. Im Jahr 1964 beobachtete der Archäologe István Stefaits an derselben Abbruchkante nicht nur zwei, sondern fünf Mauerreste, die dort hervortraten. Diese waren rund einen Meter stark. Im Steilufer konnte Stefaits neben mittelalterlichem Fundgut erneut die Reste von Bestattungen erkennen, die zu dem im Mittelalter angelegten Friedhof gehörten. Zeitlich nicht ganz eindeutig zuzuordnen war eine spätromanische oder frühgotische Säulenbasis, die er ebenfalls vorfand. Als weiteren wichtigen Fund barg Stefaits das Fragment eines spätrömischen Ziegelstempels mit dem Aufdruck …P DVX \| X. Das hintere X befand sich innerhalb des eigentlichen Stempels, war aber räumlich durch den extra vertieft angebrachten Eindruck des …P DVX deutlich davon getrennt. Der Stempel wurde inventarisiert und ist erhalten. Stefaits glaubte, dass er den Ziegel in sekundärer Lage aufgefunden hatte. Dies schloss die Existenz eines römischen Wachturms in diesem Bereich jedoch nicht aus. Eine wichtige Beobachtung war, dass sich die aus der Abbruchkante herausragenden Beine eines der Skelette unter den Fundamenten einer der Mauern befanden. Auch Soproni hatte den von ihm erkannten Mauerstumpf im Ufersaum bereits einer jüngeren Zeitstufe zugeordnet, als sie der postulierte valentinianische Burgus besessen haben müsste. Ein Jahr nach Stefaits, 1965, besuchte die Archäologin Zsuzsa Lovag den Fundplatz. Neben den mittelalterlichen Fundstücken und Gräbern erwähnt sie in ihrem Bericht auch römische Keramikscherben. Diese nicht näher dokumentierten Scherben wurden den Museumsbeständen leider nicht zugeführt. In den Jahren 2009 und 2011 untersuchte der Archäologe Dénes Jankovich-Bésán sowie die Archäologen Attila János Tóth und Gábor Varga die Abbruchkante. Auch sie konnten wie Soproni nur zwei Mauerstümpfe beobachten, die im Steilufer saßen. Neben zahlreichen mittelalterlichen Scherben ließ sich jedoch keinerlei römische Keramik erkennen. Auf dem Acker der Gaziwiesen über dem Fluss fand sich Bauschutt. Ein Großteil bestand aus Imbrex-Fragmenten. Diese wichen etwas von den in römischer Zeit üblichen Modellen ab. Sie waren dünner und an einem fand sich eine aufgesetzte Noppe, wie diese beim System von Mönch und Nonne vorkommen. Mehrere Dachziegel zeigten Mörtelspuren an der Innen- und Außenseite, was auf eine sekundäre Nutzung hinweisen könnte. |
| 3       | Kisoroszi–Hosszú-rét (Burgus Solva 37)    | Auch der nächste, östlich des zuvor besprochenen Bauwerks gelegene Burgus wurde von Soproni untersucht, nachdem bereits Flóris Rómer (1815–1889) die damals noch gut erhaltene Ruine gesehen und ausführlich beschrieben hatte. Zu Rómers Zeit waren die am Donauhauptarm gelegenen Mauerreste noch 1,20 Meter hoch erhalten gewesen. Er konnte feststellen, dass die 12,33 × 12,33 Meter umfassende Befestigung bis zu dieser Höhe in einer 2,85 Meter starken Steinbauweise ausgeführt worden war, darüber fand er noch zwei aus Ziegeln gesetzte Lagen vor, deren Stärke um 62 Zentimeter schwächer gewesen war, als der untere Turmansatz. Der aus dem örtlich vorkommenden Andesit errichtete Burgus lag auf der gleichfalls zu Kisoroszi gehörenden Flur Hosszú-rét (Pásztorkert) und stand dem am anderen Donauufer liegenden Ländeburgus von Verőcemaros-Dunamező genau gegenüber. Aus dem nicht parallel zum Flussbett errichteten Burgus stammten zahlreiche Ziegelstempel der Tribunen Caris und Lupicinus (Caris trb., Lupicinus trb.). Diese hohen Stabsoffiziere dienten unter der Herrschaft Kaiser Valentinians I. Lupicinus war in der Provinz Valeria, zu der dieser Donauabschnitt zählte, nach 368 bzw. vor 377 als Tribun tätig. Heute ist an dem Platz nur ein rund einen Meter hoher, gestörter Schutthügel zu sehen. Soproni nahm an, dass diese Anlage wahrscheinlich der Überrest eines Ländeburgus gewesen ist. |
| 3       | Verőce (Burgus Solva 38)                  | Am gegenüberliegenden Ufer des Donauhauptarms liegt der Burgus Verőcemaros-Dunamező. |

## Denkmalschutz
Die Denkmäler Ungarns sind nach dem Gesetz Nr. LXIV aus dem Jahr 2001 durch den Eintrag in das Denkmalregister unter Schutz gestellt. Das Kleinkastell Kisoroszi sowie alle anderen Limesanlagen gehören als archäologische Fundstätten nach § 3.1 zum national wertvollen Kulturgut. Alle Funde sind nach § 2.1 Staatseigentum, egal an welcher Stelle der Fundort liegt. Verstöße gegen die Ausfuhrregelungen gelten als Straftat bzw. Verbrechen und werden mit Freiheitsentzug von bis zu drei Jahren bestraft.